# Xonobod
Xonobod (uzb. cyr.: Хонобод; ros.: Ханабад, Chanabad) – miasto o znaczeniu obwodowym we wschodnim Uzbekistanie, w wilajecie andiżańskim, we wschodniej części Kotliny Fergańskiej. W 1989 roku liczyło ok. 25 tys. mieszkańców. Ośrodek przemysłu elektrycznego (fabryka kabli "Andijonkabel"), skórzanego i włókienniczego.
Miejscowość nosiła początkowo nazwę Qorabogʻish (Karabagisz). W 1972 roku osiedle Qorabogʻish połączono z pobliską wsią Xonobod i utworzono nowe miasto Sovetobod (Sowietabad). Nazwę miasta zmieniono w 1992 roku na Xonobod.